# Резонанс Гельмгольца

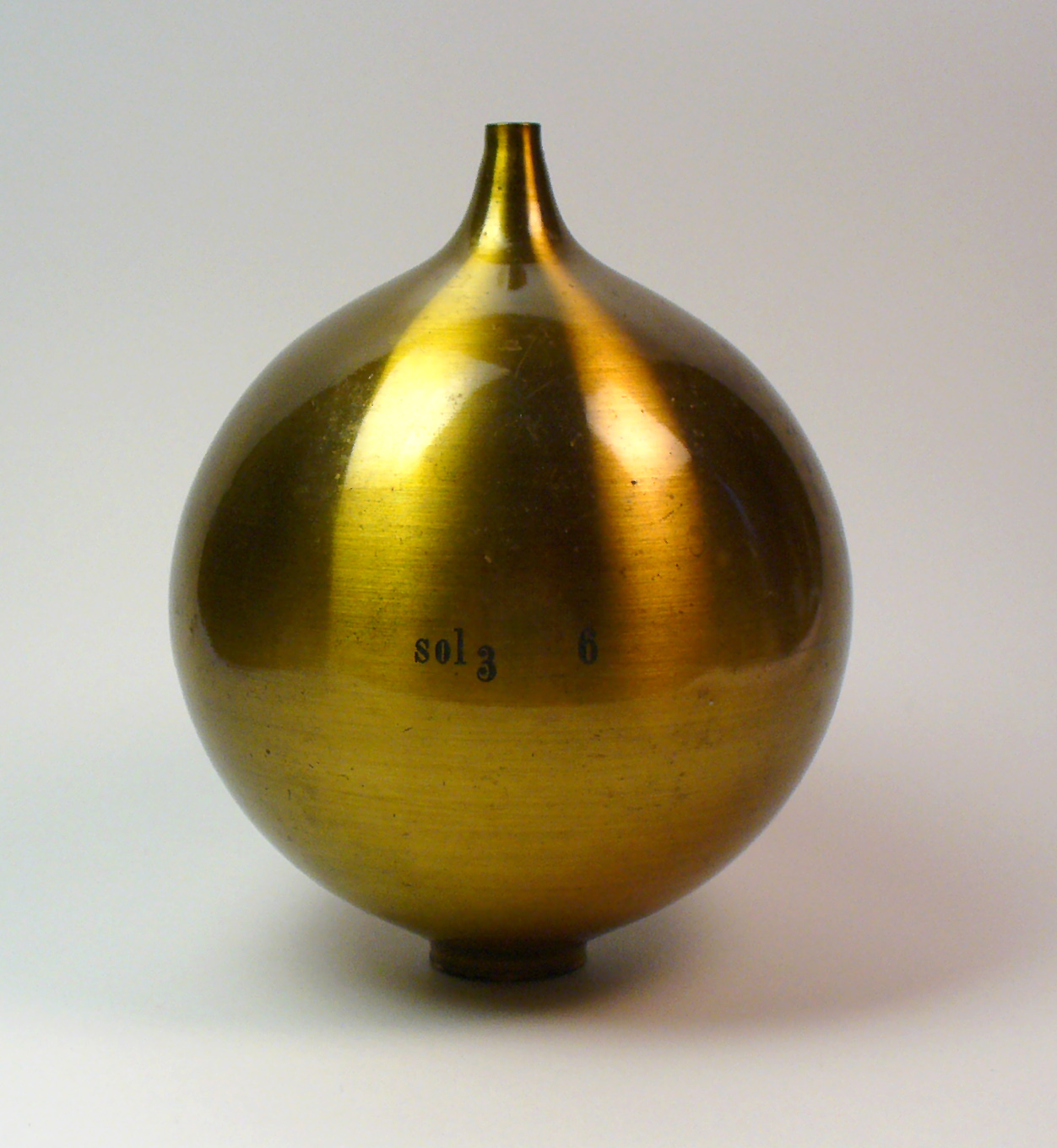
Мідний сферичний резонатор Гельмгольца, створений на основі початкового дизайну близько 1890—1900 років

Резонанс Гельмгольца — явище резонансу повітря в порожнині, прикладом якого є гудіння порожньої пляшки від потоку повітря спрямованого перпендикулярно до її шийки. Резонатор Гельмгольца — мідна посудина сферичної форми з відкритою горловиною, винайдена Гельмгольцом близько 1850 року для аналізу акустичних сигналів. На основі спостережуваних у ньому явищ Гельмгольцом і Релєєм розроблена кількісна теорія резонансу даного типу.

## Якісне пояснення
Коли повітря нагнітається в порожнину, тиск у ній зростає. Коли зовнішня сила, що нагнітає повітря в порожнину, зникає, підвищений тиск змушує повітря витікати назад. Через деякий час тиск всередині і зовні зрівняється, але повітря все одно продовжить виходити назовні, оскільки струмінь повітря в шийці володіє масою і ненульовою швидкістю, а значить, і кінетичної енергією. Через деякий час повітря перестане виходити з порожнини, і при цьому тиск всередині порожнини буде меншим від зовнішнього тиску. Повітря знову почне заходити в порожнину. Цей цикл буде повторюватися багато разів, зі згасною амплітудою. Частота циклу (власна, або резонансна частота) залежить від форми порожнини. Якщо зовнішня сила буде виникати і зникати з частотою, що дорівнює власній частоті порожнини, виникне резонанс — коливання повітря не будуть затухати.

## Кількісне пояснення

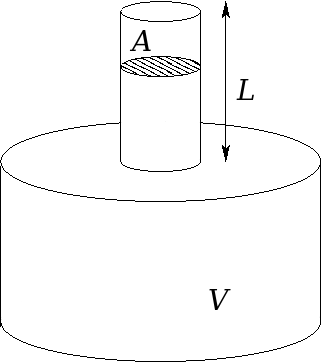
Модель резонатора Гельмгольца

Можна показати, що власна кутова частота коливань дорівнює
{\displaystyle \omega _{\text{H}}={\sqrt {\gamma {\frac {A^{2}}{m}}{\frac {P_{0}}{V_{0}}}}},}
де {\displaystyle \gamma } — показник адіабати, значення якого зазвичай дорівнює 1,4 для повітря і двоатомних газів; {\displaystyle A} — площа перерізу шийки; {\displaystyle m} — маса повітря в шийці; {\displaystyle P_{0}} — статичний тиск у порожнині; {\displaystyle V_{0}} — статичний об'єм порожнини.
Для циліндричних шийок
{\displaystyle A={\frac {V_{n}}{L}},}
де: {\displaystyle L} — довжина шийки, {\displaystyle V_{n}} — обсяг повітря в шийці, тому
{\displaystyle \omega _{\text{H}}={\sqrt {\gamma {\frac {A}{m}}{\frac {V_{n}}{L}}{\frac {P_{0}}{V_{0}}}}}.}
За визначенням густини :
{\displaystyle {\frac {V_{n}}{m}}={\frac {1}{\rho }},}
тому
{\displaystyle \omega _{\text{H}}={\sqrt {\gamma {\frac {P_{0}}{\rho }}{\frac {A}{V_{0}L}}}},}
і
{\displaystyle f_{\text{H}}={\frac {\omega _{H}}{2\pi }},}
де {\displaystyle f_{H}} — резонансна частота.
Швидкість звуку в газах дорівнює
{\displaystyle v={\sqrt {\gamma {\frac {P_{0}}{\rho }}}},}
тому можна виразити резонансну частоту через неї:
{\displaystyle f_{\text{H}}={\frac {v}{2\pi }}{\sqrt {\frac {A}{V_{0}L}}}.}
Довжина шийки з'являється в знаменнику тому, що інерція повітря в шийці пропорційна масі повітря в ній, а отже, і довжині. Об'єм з'являється в знаменнику тому, що коефіцієнт стисливості повітря в порожнині обернено пропорційний об'єму. Площа перетину шийки впливає двояко — що більша площа, то більша маса повітря в шийці і менша швидкість, з якою повітря рухається всередину й назовні.
Ця формула має межі застосування, які залежать від форми шийки і товщини стінок резонатора. Виходячи з приблизно такої ж фізичної моделі можна отримати більш точну формулу. Крім цього, якщо швидкість потоку поруч з резонатором висока (понад 0,3 числа Маха), необхідно вводити додаткові поправки.

## Застосування
Резонанс Гельмгольца застосовується у двигунах внутрішнього згоряння і в акустичних системах. Системи упорскування палива, звані системами Гельмгольца, використовувалися у двигунах Chrysler V10, якими комплектувалися автомобілі Dodge Viper і пікапи Ram, а також у мотоциклах Buell.
У струнних інструментах з порожнистою декою, таких, як гітара або скрипка, один з піків кривої резонансу — це резонанс Гельмгольца (решта — це резонансні частоти дерев'яних частин інструменту). Окарина — резонатор із змінним перерізом шийки. Західноафриканський барабан джембе має відносно вузьку шийку, що надає йому глибокого басового тону.
Теорія резонансу Гельмгольца використовується під час проектування вихлопних труб автомобілів і мотоциклів, з метою зробити звук двигуна тихішим або гарнішим.